# Asterix und Maestria
Asterix und Maestria (französischer Originaltitel: La Rose et le Glaive) ist der 29. Band der Asterix-Reihe. Er erschien 1991 auf Französisch und auf Deutsch und wurde von Albert Uderzo gezeichnet und getextet. Der Vorgängerband war Asterix im Morgenland und der Nachfolgerband Obelix auf Kreuzfahrt.

## Handlung
Im gallischen Dorf von Asterix und Obelix ist Streit ausgebrochen, weil die Jungen in der Schulpause die Mädchen nicht mitspielen lassen. Unter den Männern gibt es deswegen eine Schlägerei, während die Mütter der Mädchen in der Pause zum Lehrer Miraculix gehen und drohen, die Kinder aus der Schule zu nehmen. Als Troubadix, der Barde, den Streit schlichten will, wird er selbst zum Opfer und beschließt, im Wald sein Leben weiterzuführen. Kurze Zeit darauf kommt die Bardin Maestria ins Dorf. Obelix lacht sie aufgrund ihrer Hose aus. Sie gibt bekannt, dass sie von nun an die Lehrerin des Dorfes sein wird und sie Obelix in ihrem Unterricht sehen will. Bei den Männern ist sie sofort unbeliebt, bei den Frauen wird sie zum Vorbild und bekommt von ihnen die Hütte von Troubadix als Wohnung zugesprochen. Da sie in der Nacht singt, wird ihre Hütte von den Männern zerstört.
Am nächsten Tag erscheint Obelix im Unterricht von Maestria, wo er die Brotzeit eines anderen Schülers essen will. Zur selben Zeit stellt Caesar mithilfe des Admirals Claudius Nimdenbus eine nur aus Frauen bestehende Super-Spezial-Zenturie auf, da er herausgefunden hat, dass gewalttätige Handlungen an Frauen bei den Galliern ein strenges Tabu sind. Indessen ruft Maestria die Gallierinnen auf, aus der Tyrannei und Sklaverei der Männer zu entfliehen. Daraufhin ziehen die Frauen Hosen an. Gutemine, die Ehefrau des Häuptlings Majestix, steht auf seinem Arvernerschild. Ihr Mann ist wütend. Nachdem Asterix, Miraculix und Obelix mit ihm in seiner Hütte gesprochen haben, soll Asterix Maestria sagen, dass diese im Dorf nicht willkommen sei. Jedoch schafft Asterix es nicht, ihr diese Botschaft zu übermitteln. Stattdessen vereinbaren sie, dass sie in Asterix’ Hütte schlafen darf, bis ihre wieder aufgebaut ist. Maestria trifft sich mit Gutemine und überzeugt sie davon, Dorfchefin werden zu wollen. Dies führt zum Streit mit Majestix, der schließlich von Gutemine verprügelt wird und daraufhin seinen Auszug beschließt. Er geht in den Wald zu Troubadix.
Asterix, Obelix und Miraculix planen, eine demokratische Häuptlingswahl zwischen Majestix und seiner Frau zu veranstalten. Ihr Vorhaben wird von Maestria vereitelt, woraufhin Asterix sie verprügelt und deswegen aus dem Dorf verbannt wird. Obelix und Miraculix beschließen, mit ihm in den Wald zu ziehen, wo inzwischen schon alle anderen Männer aus dem Dorf gezogen sind. Zur selben Zeit trifft die Super-Spezial-Zenturie im Römerlager Aquarium ein. Als die abgelöste Zenturie zu lachen beginnt, wird sie von der Frauenarmee verprügelt. Asterix und Obelix beobachten dies und erzählen Majestix davon. Dieser rät, die Frauen, die alleine im Dorf sind, zu benachrichtigen. Als Asterix und Obelix die Frauen warnen, will Maestria die Römerinnen aufsuchen und in einem Gespräch überzeugen, das Dorf in Ruhe zu lassen. Während sie das Dorf verlässt, werden Asterix und Obelix von den anderen Frauen mit Kleidung für die frierenden Männer im Wald überhäuft.
Als Maestria bei den Römerinnen einen Vorschlag machen möchte, wird sie von ihnen verprügelt. Asterix kommt zu ihr und schließt einen Handel ab: Er vertreibt die Römerinnen und die Frauen schließen mit den Männern wieder Frieden. Als die römischen Legionärinnen in den Wald kommen, beginnt Troubadix zu singen und vertreibt sie damit. Allmählich nähern sie sich dem Dorf. Admiral Nimdenbus bemerkt zu spät, dass es eine Falle ist. Doch die gallischen Frauen haben Modestände aufgestellt, um dort Kleidung an die Römerinnen zu verkaufen. Die Männer des Ortes lassen ihren Frust an den Römern in deren Lagern aus und verprügeln alle. Die Römerinnen, mit Kleidung eingedeckt, verabschieden sich von den gallischen Dorfbewohnerinnen, die sich wieder mit ihren Männern versöhnen, und alle feiern wieder bis tief in die Nacht ihr Festbankett, bei dem Maestria bekannt gibt, dass sie nach Lutetia zurückkehren wird.

## Comic und Historie
In Wirklichkeit hatten gallische Frauen viele Rechte. So konnten sie, wenn sie verheiratet waren, über ihre Mitgift verfügen, beim Tod des Mannes das gesamte Hab und Gut erben und sogar neu heiraten.
Weibliche Legionäre gab es nie, aber bis zum 3. Jahrhundert gab es weibliche Gladiatoren.

## Veröffentlichung
Mit Asterix und Maestria wurde erstmals ein Asterix-Album gleichzeitig in allen europäischen Ländern veröffentlicht. Die Erstauflage des Buches La Rose et le Glaive erfolgte 1991 bei Albert René als Band 29 der Reihe. Die deutschsprachige Erstauflage des Buches erschien im Ehapa Verlag. Mit der Neuauflage 2002 erhielt dieser Band ein neues Titelbild. Der Band erschien unter anderem auch auf Englisch, Spanisch, Türkisch sowie in den Mundarten Sächsisch, Badisch und Fränkisch.